# 古家曇天
古家 曇天（ふるや どんてん、1987年10月7日 - ）は、グレープカンパニー所属の日本のお笑いタレント。お笑いコンビ「TCクラクション」のメンバー。本名は古家 祥吾（ふるや しょうご）。旧芸名は曇天三男坊（どんてんさんなんぼう）。埼玉県坂戸市出身。

## 来歴
旧芸名通り、兄弟の三男。物心がついた時からお笑い好きであり、大学へ進学したくなく、お笑い以外の仕事もしたくなかったことから、消去法でお笑いの道を選ぶことにしたという。
埼玉県立坂戸西高等学校卒業後、NSC（吉本総合芸能学院）東京校に12期生として入学。NSC時代は同期生とコンビを組んでいたが卒業前に解散。
ちょうどその頃、地元・坂戸の先輩からお笑いをやりたいと相談を持ち掛けられ、その先輩とコンビを結成してよしもとクリエイティブ・エージェンシー東京所属でデビュー。しかしコンビ時代は相方に気を使ったり、やりたいネタも出来ずしっくり来なかったなどのことで、3年の活動の後、2010年に解散。以後コンビを組もうとは考えず、ピン芸人に転向し「曇天三男坊」（どんてんさんなんぼう）に改名する。曇天三男坊という芸名は、ピン芸人転向のために改名するに当たって「三男なので『○○三男坊』という芸名がいい」と思い、色々「三男坊」が付いた芸名案を出して当時交際していた彼女に選んでもらったものである。
『ゴッドタン』（テレビ東京）では「2016ヤバい若手芸人部門」1位に選ばれる。同番組に於いては「エロカッコつけ芸人」とも言われている。
2019年6月、マセキ芸能社を退所。芸名を本名の古家祥吾とし、元ドリーマーズの坂本No.1とコンビ「TCクラクション」を結成。同年11月にグレープカンパニーの所属となる。コンビ結成当初は本名で活動していたが、2022年より「古家 曇天」（ふるや どんてん）に改名。

## 人物
- ニッチェから斎藤工を紹介してもらって以来、斎藤と親交がある[10][11]。

- 趣味は、映画鑑賞、料理、絵本を作ることと読むこと[3]。

- 特技は、投げ上げたティッシュペーパーを巻き笛でキャッチ出来ること、山田五郎の物真似[3]。

- 兄は三重県で羊飼いをしている。
- 錦鯉の「バイト始めて30年だよ！」というつかみを聞いて泣いたことがある。
- SNS恐怖症になっており、ツイッターなどのSNSをやっていない（かつてのアカウントは削除済み）。

## 芸風
曇天三男坊時代
主に一人コントで、自分が日常の中でイライラしたこと、不満や疑問に思ったことなどをある別のキャラクターに代弁させるというネタを展開している。台本は作らず、思い付いたネタを箇条書きにして覚えてそれを喋りでつないでいくという方法をとっている。

## 出演

### テレビ
- おしゃれイズム（日本テレビ） - 2016年1月17日
- 森田一義アワー 笑っていいとも!（フジテレビ）
- 報道スクープSP 激動!世紀の大事件Ⅱ（フジテレビ） - 2014年12月13日 再現VTR出演・宮﨑勤 役
- EXD44（テレビ朝日） - 2016年6月7日
- ゴッドタン（テレビ東京） - 2016年4月3日、2016年4月10日、2016年7月17日、2016年8月28日
- 前略、西東さん（中京テレビ放送） - 2016年8月20日
- 芸TUBER（日本海テレビ） - 2016年12月26日深夜
- 4kFes.～超進化系映像ショー～（ひかりTV）
- 新春さんま総選挙2017（TBS） - 2017年1月3日
- かたらふ〜ぼくたちのスタア〜（フジテレビ） - 2017年6月10日、「斎藤工が小堺一機に面通ししたい芸人」として出演[12]

### テレビドラマ
- 再雇用警察官3（テレビ東京、2021年12月13日） - 喫茶店のマスター 役[13]

### ラジオ
- TAKUMIZM（Bayfm）

### ウェブTV
- お願い!マンピンコン（AbemaTV）
- SODカウントダウン ありがとうパーティー第二部（2019年1月11日、ダイトリチャンネル[14]）

### PV
- ASIAN KUNG-FU GENERATION『ローリングストーン』

### CM
- 日清食品カップヌードル「現代のサムライ篇」
- NISSAN ドラマinドラマ『バカリくんと7人の美女』 - 岩清水 役

### 映画
- バランサー（2014年）[15]
- blank13（2018年）[15]
- スーパーベジタブルブギ〜北海道編〜（2019年）[15]
- COMPLY+-ANCE コンプライアンス（2020年）[15]
- でぃすたんす（2020年）[15]